# Ivan il matto
Ivan il matto è un'opera per bambini in un atto e tre scene di Cezar' Antonovič Kjui, scritta nel 1913 su libretto di Nadežda Nikolaevna Dolomanova, basato su fiabe popolari russe. Il titolo originale in russo, Иванушка-дурачёк, può essere tradotto in italiano in vari modi, a seconda di come si vogliono rendere i diminutivi; l'edizione originale in russo della partitura presentava anche il titolo tradotto in francese come Jeannot "le bêtà".

## Trama
Scena prima. Nella radura di una foresta, Ivan ha lasciato libero il suo cavallo. Il suo carro è pieno di cose che dovrebbero essere portate a casa, ma Ivan lo svuota e lascia il vasellame tra i tronchi degli alberi, e sparge il grano perché lo mangino gli uccelli. Quando i genitori ed i fratelli lo trovano, lo rimproverano per il suo comportamento, e gli dicono che non potrà cenare con loro.
Scena seconda. Nella foresta Ivan ha raccolto molti funghi. Entrano i suoi fratelli e lo informano che lo zar sta per dare una festa e colui il quale riuscirà ad ottenere il fazzoletto di sua figlia Elena l'avrà in sposa. Dopo che i fratelli lo hanno lasciato, Ivan sta per andare alla festa, ma si rende conto di non essere vestito adeguatamente, per cui chiama il suo cavallo, che magicamente gli porta dei vestiti nuovi.
Scena terza. Nel palazzo dello zar giullari e cortigiani si divertono. Poiché il fazzoletto di Elena è stato preso, la zarevna si chiede dove sia il suo sposo. La ragazza si accorge che Ivan è nascosto dietro una stufa con il fazzoletto, pertanto lo zar dà il benvenuto al suo novello genero. Avendo capito chi è lo sposo, i fratelli di Ivan dapprima vogliono fuggire, poi però gli si avvicinano e si rappacificano con lui, mentre i cortigiani tessono le lodi di Ivan, dello zar e di sua figlia.